# Wilhelm Möller
Ernst Wilhelm Möller, född 1 oktober 1827 i Erfurt, död 1892, var en tysk kyrkohistoriker.
Möller var från 1873 professor vid Kiels universitet. Han tillhörde den förmedlingsteologiska riktningen och författade bland annat Lehrbuch der Kirchengeschichte (I–II, 1889–1891, andra upplagan av I 1897–1902 av Hans von Schubert; III, 1894, tredje upplagan av Gustav Kawerau 1907).